# Macrodactylus velutinus
Macrodactylus velutinus är en skalbaggsart som beskrevs av Frey 1976. Macrodactylus velutinus ingår i släktet Macrodactylus och familjen Melolonthidae. Inga underarter finns listade i Catalogue of Life.